# Stazione meteorologica di Malalbergo
La stazione meteorologica di Malalbergo è la stazione meteorologica di riferimento relativa alla località di Malalbergo.

## Coordinate geografiche
La stazione meteorologica si trova nell'Italia nord-orientale, in Emilia-Romagna, in provincia di Bologna, nel comune di Malalbergo, a 12 metri s.l.m. e alle coordinate geografiche 44°43′N 11°32′E.

## Dati climatologici
In base alla media trentennale di riferimento 1961-1990, la temperatura media del mese più freddo, gennaio, si attesta a +0,1 °C; quella del mese più caldo, luglio, è di +23,5 °C .
| Malalbergo         | Mesi | Mesi | Mesi | Mesi | Mesi | Mesi | Mesi | Mesi | Mesi | Mesi | Mesi | Mesi | Stagioni | Stagioni | Stagioni | Stagioni | Anno |
| Malalbergo         | Gen  | Feb  | Mar  | Apr  | Mag  | Giu  | Lug  | Ago  | Set  | Ott  | Nov  | Dic  | Inv      | Pri      | Est      | Aut      | Anno |
| ------------------ | ---- | ---- | ---- | ---- | ---- | ---- | ---- | ---- | ---- | ---- | ---- | ---- | -------- | -------- | -------- | -------- | ---- |
| T. max. media (°C) | 3,1  | 8,3  | 13,4 | 18,6 | 23,8 | 28,0 | 30,2 | 29,8 | 25,6 | 19,5 | 11,2 | 5,9  | 5,8      | 18,6     | 29,3     | 18,8     | 18,1 |
| T. min. media (°C) | −2,8 | −0,7 | 3,2  | 7,6  | 11,1 | 15,2 | 16,9 | 16,7 | 13,7 | 9,5  | 5,3  | −0,4 | −1,3     | 7,3      | 16,3     | 9,5      | 7,9  |